# Klimaatbestendige Wateraanvoervoorziening
De Klimaatbestendige Wateraanvoervoorziening (KWA), voorheen Kleinschalige Wateraanvoervoorziening, is een voorziening om zoetwater naar West-Nederland, te leiden, indien de aanvoer van zoetwater vanuit de Rijn door droogte te beperkt is. De KWA bestaat uit een systeem van stuwen, watergangen en gemalen. Naast deze infrastructuur bestaat de KWA ook uit afspraken tussen vier waterschappen en Rijkswaterstaat in de vorm van een waterakkoord. De maatregelen moeten namelijk genomen worden in het hoogheemraadschap De Stichtse Rijnlanden ten behoeve van de drie hoogheemraadschappen Rijnland, Delfland en Schieland/Krimpenerwaard.

## Inzet van de KWA
Door extreme droogte kan verzilting van West-Nederland optreden, hetgeen schadelijk is voor de natuur en de teelt van bollen, fruit, bomen en groenten. Bij te veel zout in het water kunnen boeren hun gewassen niet meer beregenen. Als de KWA wordt ingezet, kunnen grote hoeveelheden zoetwater worden aangevoerd. Ongeveer 6900 liter water per seconde stroomt dan in de oorspronkelijke situatie door een sluis in Bodegraven. Tot 2025 werd de capaciteit van de KWA vergroot. 
Als dat nodig is, kan het Hoogheemraadschap van Rijnland ook water doorgeven aan de hoogheemraadschappen Delfland en Schieland en de Krimpenerwaard.
De instroom van zoetwater kan via drie routes gebeuren:
1. via Leidse Rijn en Oude Rijn. Het zoetwater daarvoor wordt ingelaten vanuit de Lek en het Amsterdam-Rijnkanaal. Om dit te realiseren wordt gemaal De Aanvoerder in Utrecht aangezet. Daarbij wordt ook de sluisdeur in de Leidse Rijn gesloten, om te voorkomen dat het water direct weer terugstroomt.[2] Dat gemaal is eind jaren tachtig van de twintigste eeuw speciaal hiervoor gebouwd. Ook de keersluis in de Leidse Rijn, een spuikoker bij de Haanwijkersluis in Harmelen en een spuikoker bij de spuisluis in Bodegraven zijn voor deze route nodig.
2. via de Lopikerwaardroute. Vanuit een inlaat bij gemaal De Koekoek stroomt water uit de Lek door de Lopikerwaard. Het wordt door gemaal De Keulevaart verder geleid naar de Gekanaliseerde Hollandsche IJssel. Via de inlaat bij Hekendorp op de Enkele Wiericke stroomt het water via de Oude Rijn richting Bodegraven.
3. via het Noordergemaal. Ook dit gemaal is speciaal voor de KWA aangelegd.[3] Dit gemaal haalt water uit het Amsterdam-Rijnkanaal, dat vervolgens via het Merwedekanaal en de Doorslag naar de Gekanaliseerde Hollandsche IJssel stroomt. Via de inlaat bij Hekendorp stroomt het verder volgens het tweede traject.

De KWA is tot en met juli 2025 op de volgende momenten aangezet
- in 1993.[4]
- vanaf 9 augustus tot 10 oktober 2003.[5][6]
- in 2011.
- vanaf 24 juli tot 28 september 2018.
- Vanaf 18 juli 2022.[7]
- Vanaf 3 juli 2025.[8] De Doorvoer Krimpenerwaard was op dat moment al in werking.

## Omstandigheden bij het inwerkingstellen
In normale omstandigheden gebruikt het Hoogheemraadschap van Rijnland een inlaatpunt bij het boezemgemaal in Gouda, het Mr. P.A. Pijnacker Hordijkgemaal, om rivierwater binnen te halen uit de Hollandsche IJssel, die door de Rijn wordt gevoed. De Hollandse IJssel is via de Nieuwe Waterweg verbonden met de Noordzee. Deze rivier biedt gewoonlijk genoeg water om het zeewater buiten te houden. Als de waterafvoer door de Rijn echter lager wordt dan 1100 m3/sec, bijvoorbeeld door droogte in Duitsland en minder smeltwater uit Zwitserland, kan er door de verminderde tegendruk vanuit de Rijn zout zeewater naar binnen dringen. Om te voorkomen dat dit zoute water het inlaatpunt bij het boezemgemaal bij Gouda bereikt wordt de KWA in werking gesteld.
De omstandigheden houden ook verband met de uitdieping van de Nieuwe Waterweg, die ook in 2018 weer werd verdiept. Dit werd nodig geacht voor een betere bereikbaarheid van de Botlekhavens.

## Gevolgen van de inzet
Het gebruik van de KWA heeft gevolgen voor verschillende waterwegen. Het waterpeil in de Leidse Rijn zal hoger worden dan normaal, de stroomrichting wordt omgekeerd en de stroomsnelheid gaat omhoog. In verband daarmee kan een vaarverbod worden ingesteld, of kan het schutten van sluizen worden beperkt.
Ook de Oude Rijn, Grecht, Dubbele Wiericke, Montfoortse Vaart, Korte Linschoten, Lange Linschoten, Kromwijkerwetering en Jaap Bijzerwetering kunnen tijdelijk te maken krijgen met hogere waterstanden. Door de grotere stroomsnelheid en de hogere waterstanden kan hinder ontstaan voor de scheepvaart.

## Geschiedenis
De verzilting die kan optreden hangt samen met een in het verleden uitgevoerde verdieping van de Nieuwe Waterweg alsmede met de uitbreiding van het Rotterdamse havengebied. Daardoor werd de invloed van de zee verder landinwaarts merkbaar. Sinds de jaren 50 van de twintigste eeuw wordt gestudeerd op een mogelijkheid om West-Nederland van voldoende zoetwater te voorzien, onder andere na een grote periode van droogte in 1976. In eerste instantie werd gedacht aan een kanaal tussen Maarssen en Bodegraven en een kanaal tussen Waddinxveen en Voorburg. Deze plannen bleken echter financieel niet haalbaar. In de jaren 80 van de twintigste eeuw werkte men plannen uit voor een kanaal door de Lopikerwaard en een kanaal door de Krimpenerwaard. Uiteindelijk werd besloten tot de aanleg van een buisleiding van het Brielse Meer naar Delfland, de Brielse Meerleiding. Dit was een alternatief voor het kanaal tussen Waddinxveen en Voorburg.
Tevens besloot men andere, kleinschalige, maatregelen te treffen tegen het zoute water. Vandaar de eerste naam van de KWA, Kleinschalige Wateraanvoervoorziening.
In de droge zomer van 2003 is extra zoet water vanuit het Markermeer via de zogenaamde Tolhuissluisroute (Buiten-IJ - Lozingskanaal - Singelgracht - Amstel - Amstel-Drechtkanaal - Tolhuissluis) naar de Rijnlandse boezem in het Aarkanaal gevoerd om in het tekort aan zoet water te voorzien en om zout water te kunnen verdrijven.
Ook werd in juli van dat jaar het peil van de kanalen met 5 centimeter opgezet om de wateraanvoer naar de boezemwateren van bovengenoemde waterschappen te bespoedigen.

## Uitbreiding
De inlaatcapaciteit van de KWA bleek al snel onvoldoende te zijn. Het tekort aan zoet water zou naar verwachting door klimaatverandering, bodemdaling en sociaaleconomische ontwikkelingen toenemen. Daarom ontstond het plan om de aanvoercapaciteit voor West-Nederland te vergroten door uitbreiding van de KWA. Als eerste stap werd de KWA uitgebreid van 7 naar circa 15 m3/s. Daarvoor moest onder andere een aantal watergangen verbreed of uitgebaggerd worden. Ook moesten beschoeiingen verhoogd worden en stuwen aangepast worden. Volgens de planning uit 2018 zou dit project in 2021 afgerond moeten zijn. De uitbreiding viel onder het Deltaplan Zoetwater. Het plan werd in mei 2025 afgerond. Er werden tien projecten uitgevoerd op drie routes.  Er werden flessenhalzen aangepakt in sluizen en bij bruggen, weteringen werden vergroot en gemalen in o.a. Utrecht, Nieuwegein, Lopik, Woerden, Stichtse Vecht en Bodegraven-Reeuwijk werden verbeterd. Het project kostte 31 miljoen euro en werd gefinancierd vanuit het Deltafonds.